# Lindani Ndwandwe
Lindani Ndwandwe (Nomgoma, 26 februari 1975) is een Zuid-Afrikaans golfprofessional, die actief is op de Sunshine Tour.

## Loopbaan
Voordat Ndwandwe in 1998 een golfprofessional werd, was hij een golfamateur. In zijn tijd als golfamateur won hij geen golftoernooien.
In oktober 2001 won Ndwandwe op de Sunshine Tour zijn eerste profzege door de Western Cape Classic te winnen. In oktober 2009 behaalde hij zijn tweede zege door de Highveld Classic te winnen, nadat hij de play-off won van Alex Haidl.

## Prestaties

### Professional
Sunshine Tour
| Nr. | Datum           | Toernooi             | Score        | Score | Info                            |
| --- | --------------- | -------------------- | ------------ | ----- | ------------------------------- |
| 1   | 20 oktober 2001 | Western Cape Classic | 66+70+71=207 | –9    | [ 1 ]                           |
| 2   | 25 oktober 2009 | Highveld Classic     | 62+66+69=197 | –17   | Won de play-off van Alex Haindl |